# Churchill Downs

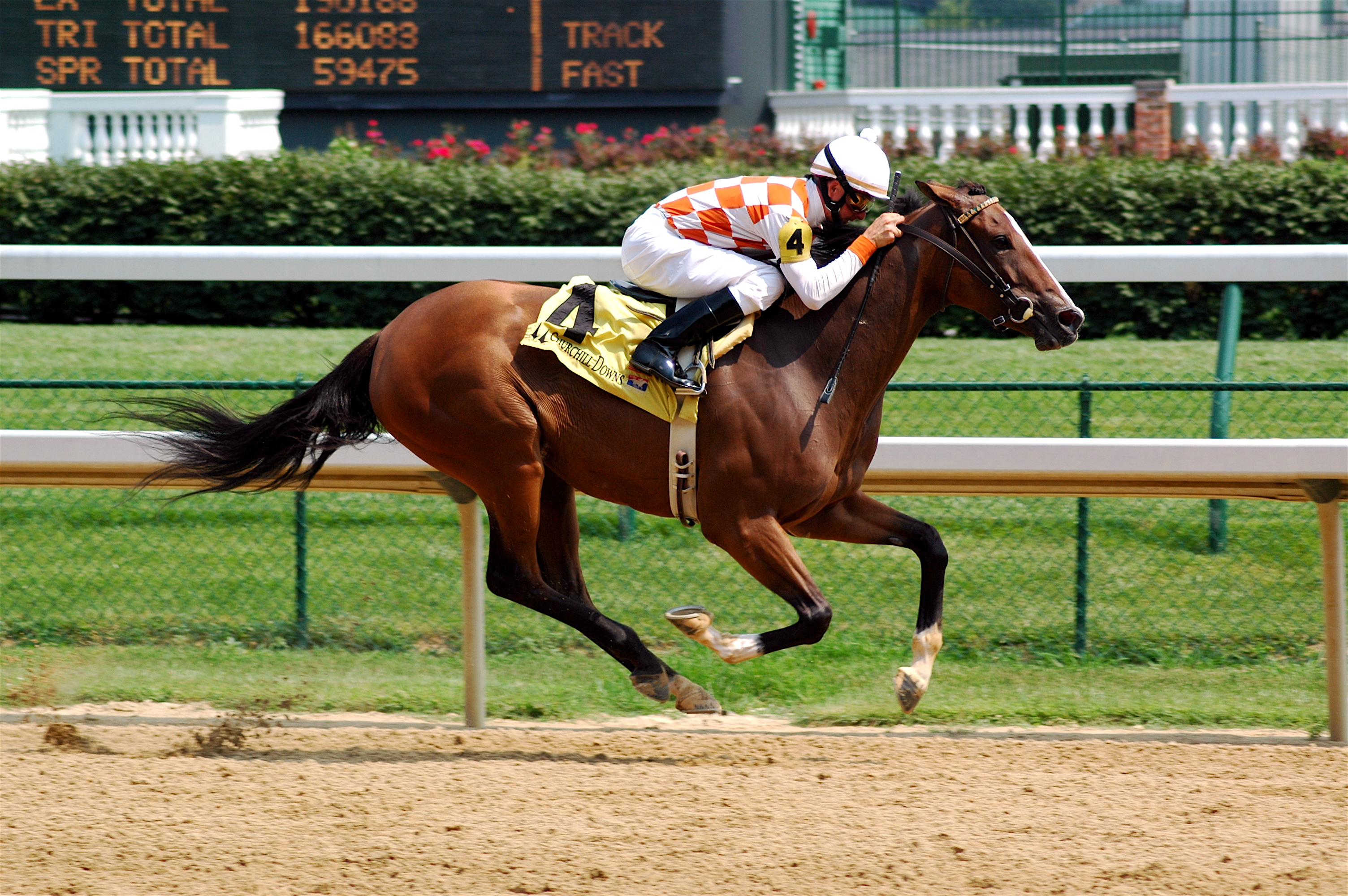
Koňské dostihy na závodišti

Churchill Downs je závodiště pro koňské dostihy, které se nachází v Louisville ve státě Kentucky v USA. Závodiště bylo založeno roku 1875, kdy se zde rovněž konaly první dostihy – Kentucky Oaks. Pojmenování „Churchill“ nese po bratřích Johnovi and Henrym Churchillových, kteří pronajali pozemky o rozloze 32 hektarů místnímu dostihovému klubu.
V současnosti závodiště pokrývá 0,59 km². Areál pojme až 50 000 návštěvníků, nárazově je schopné pojmout dokonce 150 000 lidí.
Nejvýznamnější dostihem na závodišti je Kentucky Derby konané každoročně první sobotu v květnu.